# Wolffia globosa
Wolffia globosa est une espèce de plantes à fleurs de la famille des Araceae. C'est une lentille d'eau originaire d'Asie, et aujourd'hui aussi retrouvée dans certaines régions des Amériques et d'Afrique, où il s'agit d'une espèce introduite (et potentiellement invasive). Sans facteurs antinutritionnels connus, elle a été traditionnellement mangée en Asie du Sud-Est, et des études récentes ont montré qu'elle était particulièrement riche (c'est l'une des cultures envisagées pour les voyages ou séjours longs dans l'espace), mais comme d'autres plantes flottantes c'est aussi une plante bioaccumulatrice de métaux lourds (cadmium, plomb…) et métalloïdes tels que l'arsenic.

## Habitat et répartition
Elle pousse en formant des tapis flottant à la surface des plans d'eau calmes et douces de l'Asie tropicale (étangs, fossés, lacs, marais).
Elle a aussi été, probablement involontairement introduite en Europe, en Bulgarie par exemple ou encore au Royaume-Uni.

## Description
De forme globulaire à ovale, à surface plane et translucide ; sans feuilles ni tiges, ni racines ; il s'agit d'une fronde verte translucide flottante, mesurant moins d'un millimètre de large ; elle est si petite qu'elle doit être récoltée au filet à plancton ; elle est considérée comme la plus petite plante à fleurs du monde, avec une taille de 0,1 à 0,2 mm de diamètre,.

## Utilisations
Des usages alimentaires existent depuis longtemps en Asie.
Des usages pour l'industrie alimentaire et pharmaceutique sont envisagés, par exemple pour certaines protéines fonctionnelles et/ou antibiotiques. En 2009, Jay J. Cheng et ses collègues ont proposé de l'utiliser pour récupérer les nutriments de certaines eaux usées afin de produire des biocarburants (bioéthanol par exemple) et/ou de la nourriture animale. Elle pourrait aussi être utilisée pour la phytoremédiation, par exemple pour dépolluer des eaux polluée par du cadmium.

### Plante comestible, source de protéines

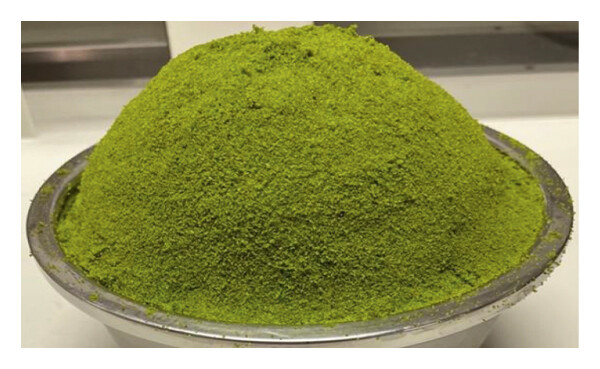
Lentille Wolffia globosa, traditionnellement consommée par l'Homme en Asie du Sud-Est.

Wolffia globosa, si elle est cultivée ou récoltée sur une eau très propre, présente un grand intérêt nutritionnel car riche en protéines alimentaires d'intérêt, en vitamine B12 (rare chez les végétaux), mais contenant aussi un amidon de haute qualité, une variété de métabolites bioactifs, notamment des flavonoïdes, des antioxydants, des acides gras polyinsaturés, de multiples vitamines et des minéraux, aux applications industrielles variées, tant dans l'alimentation humaine, que pour la nourriture animale, en particulier les aliments pour la volaille et la pisciculture, ou encore pour la production de produits nutraceutiques, les cosmétiques et pharmaceutiques.
Sans facteurs antinutritionnels connus, elle a été traditionnellement utilisée comme aliment. Elle est ainsi connue en thaï sous le nom de « farine d'eau », khai nam, ou khai phum ou de Pham (ผํา), et utilisée comme met populaire dans la cuisine thaïlandaise, en particulier en Isan. Elle est aussi appréciée au Laos et au Myanmar.
L'idée de consommer des lentilles d'eau a été discrètement popularisée en occident par plusieurs auteurs,, dans les années 1970 et les années 1980. Cette plante contient en effet jusqu'à 45 % de protéines de très bonne qualité (en poids sec). Et elle se multiplie très vite (doublement en moins de 48 heures dans de bonnes conditions), faisant qu'un hectare de lentilles d'eau peut produire de 10 à 18 t/an de protéines par an, surpassant de loin le soja. Divers types d'aération ou agitation de l'eau ont été testés, ils semblent sans influence sur la teneur de la plante en nutriments.
Elle contient notamment une grande quantité de RubisCO, une enzyme qui est aussi une protéine très appréciée de l'industrie agroalimentaire pour sa valeur nutritionnelle et ses propriétés moussantes permettant de produire l'équivalent d'un blanc d'œuf battu en neige, avoir une valeur nutritive élevée et avoir des propriétés fonctionnelles intéressantes. 
Cependant ces protéines semblent difficile ment extractibles, faisant que l'industrie agroalimentaire s'est désintéressée des lentilles d'eau.
En Israël et en Asie du Sud-Est, une variété de lentilles d'eau, Wolffia globosa, est cultivée et depuis longtemps consommée par des animaux domestiques et les humains, s'est révélée riche en éléments bioactifs, vitamines et antioxydants notamment. Appelée « Mankai », elle et mangée sous la forme de diverses préparations, notamment des boulettes de « viande végétale » ; son profil protéique est proche de celui de l'œuf (plus de 45 % de la matière sèche, et contenant les neuf acides aminés essentiels pour l'être humain.
Concernant le diabète, selon Hila Zelicha et ses collaborateurs (2019), comme aliment, Wolfia globosa semble avoir un effet glycémique postprandial intéressant bénéfique. Elle contient notamment de la cyanocobalamine, du fer et de l'acide folique pouvant améliorer la santé des patients prédiabétiques quand elle est intégrée dans un régime standard de type méditerranéen. Une étude expérimentale basée sur le modèle murin a conclu que Wolffia globosa pourrait aider à maintenir le statut en fer et en acide folique chez l'homme, et à complètement inverser l'anémie ferriprive.

 Une étude (2019) a conclu que la lentille Wolffia globosa peut être « une source de substitution de haute qualité pour des protéines animales, et une source potentielle de vitamine B12 biodisponible ». Cette vitamine B12 semble en outre particulièrement bioassimilable.

### Intérêt pour la pisciculture
Tristan Muller et ses collègues signalent (2024) que la lentille wolffia fraiche est voracement consommé par un grand nombre de poissons herbivores/omnivores tels que carpes, tilapias, perches et même poissons-chats aux premiers stades de leur vie. La petite taille de cette lentille en fait un aliment de choix pour certains alevins (Pradhan et ses collègues ont testé le wolffia frais comme aliment exclusif d'alevins de Labeo rohita (rohu), obtenant des taux de survie et de croissance remarquablement élevés par rapport à ceux nourris avec des aliments artificiels en piscicultures semi-intensives).
Cet aliment est potentiellement intéressant pour la pisciculture industrielle dont l'empreinte carbone, l'empreinte écologique et le coût financier élevés sont essentiellement dus aux aliments industriels, d'autant qu'en zone tropicale, le wolffia frais peut être produit localement comme ressource renouvelable, mais sa teneur en humidité extrêmement élevée (95 à 96 %) fait qu'elle est difficile à transporter fraiche et difficile à faire sécher. Et si elle n'est pas parfaitement séchée, elle se stocke très mal (fermentation microbienne, rancosités hydrolytiques, destruction des antioxydants…).

### Agriculture dans l'espace
Indispensable aux missions extraterrestres longues, elle nécessite des plantes capables de s'adapter à l'appesanteur ou à des conditions gravitationnelles modifiées. Wolffia globosa est l'une des espèces testées en microgravité et hypergravité simulées, en raison de sa croissance rapide et de sa haute valeur nutritionnelle. Des clones différents ont présenté des réponses différentes en termes de rendement, de taille et de teneur en protéines lorsqu'exposés à ces conditions, certains se montrant négativement affectés par la microgravité simulée (diminution de rendement), alors que sous hypergravité, au contraire, ils se sont montrés plus productifs (révélant au passage, une nouvelle réponse végétale à l'hypergravité),.
La plante a montré des adaptations morphologiques différentes selon les clones : en hypergravité, les changements de forme étaient significatifs et différents selon les clones, alors qu'en microgravité simulée, sa morphologie restait généralement comparable entre les clones (laissant espérer une résilience à la microgravité réelle). Les auteurs notent aussi que les clones plus petits se multiplient plus vite dans ces conditions, un élément qui pourrait avoir des implications pratiques dans la sélection des clones pour de futures « cultures spatiales » nécessitant idéalement des clones compacts et très productifs. Aucun changement significatif de composition n'a été observé en cas d'hypergravité, mais le taux de protéines a diminué sous microgravité simulée. Après une sélection adéquates de clones (adaptés aux conditions environnementales de l'espace, et combinant une bonne production de biomasse (taux de croissance, taille) et teneur en nutriments, protéiques notamment), cette plante pourrait probablement nourrir des humaines et animaux dans l'espace ou peut-être sur la lune. Elle reste cependant à ce jour difficile à déshydrater sans consommer beaucoup d'énergie ou sans lui faire perdre sa vitamine C et d'autres nutriments intéressants.

### Freins aux usages alimentaires
Hormis les freins culturels, les risques de bioaccumulation d'éléments traces métalliques (ETM, regroupant des métaux lourds toxiques (ex. : cadmium, chrome) et métalloïdes tels que l'arsenic (que la plante capte facilement grâce au phytochélatines qu'elle contient), de pesticides et autres polluants, un frein important à toute utilisation à échelle industrielle, tant pour l'alimentation humaine, l'aquaculture animale, l'alimentation animale, que pour les nutraceutiques, les cosmétiques et les industries connexes, est la haute teneur en eau de la plante. Cette teneur implique une phase de pré-séchage rendue difficile par l'imperméabilité des membranes externes et interne des lentilles d'eau.
Pour les sécher rapidement, il faut efficacement d'abord rompre les cellules de la plante fraiche, pour accélérer l'extraction de l'eau du wolffia frais. Les trois méthodes habituelles dans ce types de cas consomment toutes beaucoup d'énergie ou dégradent les qualités alimentaires de la plante, et ont toutes des inconvénients ; ces méthodes sont :
1. l'ébullition, par exemple 10 minutes dans un autocuiseur sans ajout d'eau ; elle permet de récupérer un produit liquide riche en divers nutriments et à haute activité antioxydante (DPPH et FRAP), mais avec une forte perte de vitamine C et des composés phénoliques intéressants ;
2. la congélation-décongélation, par exemple à - 20 °C pendant 12 heures, suivi d'une décongélation ; elle permet de mieux récupérer les protéines brutes, et les lipides bruts, et certains composés (vitamine C, Chl-a, divers composés phénoliques, des flavonoïdes[35] et d'autres polyphénols[35] ;
3. le mixage/broyage de biomasse fraîche, qui présente des avantages et inconvénients intermédiaires entre les deux précédentes méthodes. Selon N.C Yadav (2024), auteur d'une étude faite à l'Université centrale d'agriculture d'Imphal en Inde « le broyage mécanique suivi d'un criblage à partir de la taille de maille souhaitée semblait être en 2024 la méthode la plus rentable et la plus efficace de rupture cellulaire pour l'élimination de l'humidité avant le séchage. Même si l'on laisse de côté l'utilité du filtrat en tant que produit distinct, le broyage mécanique peut permettre d'économiser de l'énergie et de réduire considérablement le temps de séchage pour le développement de produits à base de résidus de wolffia »[23].

Mais à l'Université Laval, des chercheurs ont réussi (en 2024) à optimiser la purification des protéines de lentilles d'eau, et à mieux comprendre la structure et les propriétés moussantes de ces protéines : En chauffant à 80 °C et à un pH de 11 une solution de poudre de lentille d'eau concentrée à de 2 % ou 4 % pendant 2 heures, ils ont pu solubiliser jusqu'à 77,8 % des protéines de la plante. Puis, en précipitant ces protéines solubilisée, à un pH de 4, ils ont obtenu une pureté protéique de 57,6 % (rendement total en protéines de 60,0 %). À leur connaissance, c'est le meilleur rendement d'extraction de protéines foliaires cité par la littérature avec une telle pureté protéique. De plus, leurs analyses protéomiques montrent que ce concentré de protéines contient environ 85,0 % de RubisCO. « Le concentré de protéines était insoluble dans l'eau à pH 4, mais soluble à pH 7 en raison des changements structurels protéiques (…). De plus, à un pH de 7, la capacité moussante d'une solution protéique à 1,5 % de concentré de protéines de lentilles d'eau (194 %) était supérieure de 1,59 fois à celle d'une solution de blanc d'œuf à 10,2 % (122 %), tandis que sa stabilité moussante était légèrement moins bonne après 120 minutes. De plus, le sous-produit du concentré de protéines contient des protéines et une quantité importante de sels et peut être plus précieux s'il est déminéralisé à l'aide de procédés tels que l'électrodialyse. Ces résultats confirment que les lentilles d'eau pourraient être une source viable de protéines pour la nutrition humaine et la formulation alimentaire. Pour confirmer la viabilité de ce procédé, des propriétés plus techno-fonctionnelles telles que les propriétés gélifiantes ou émulsifiantes et la digestibilité devraient être testées (…) ».